# Среднегерманская городская электричка

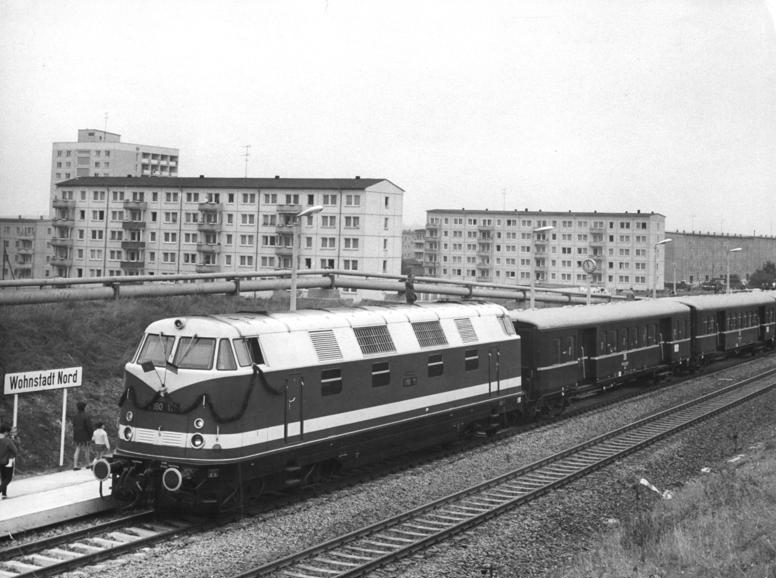
Открытие движения поездов S-Bahn в Галле (1969 год)

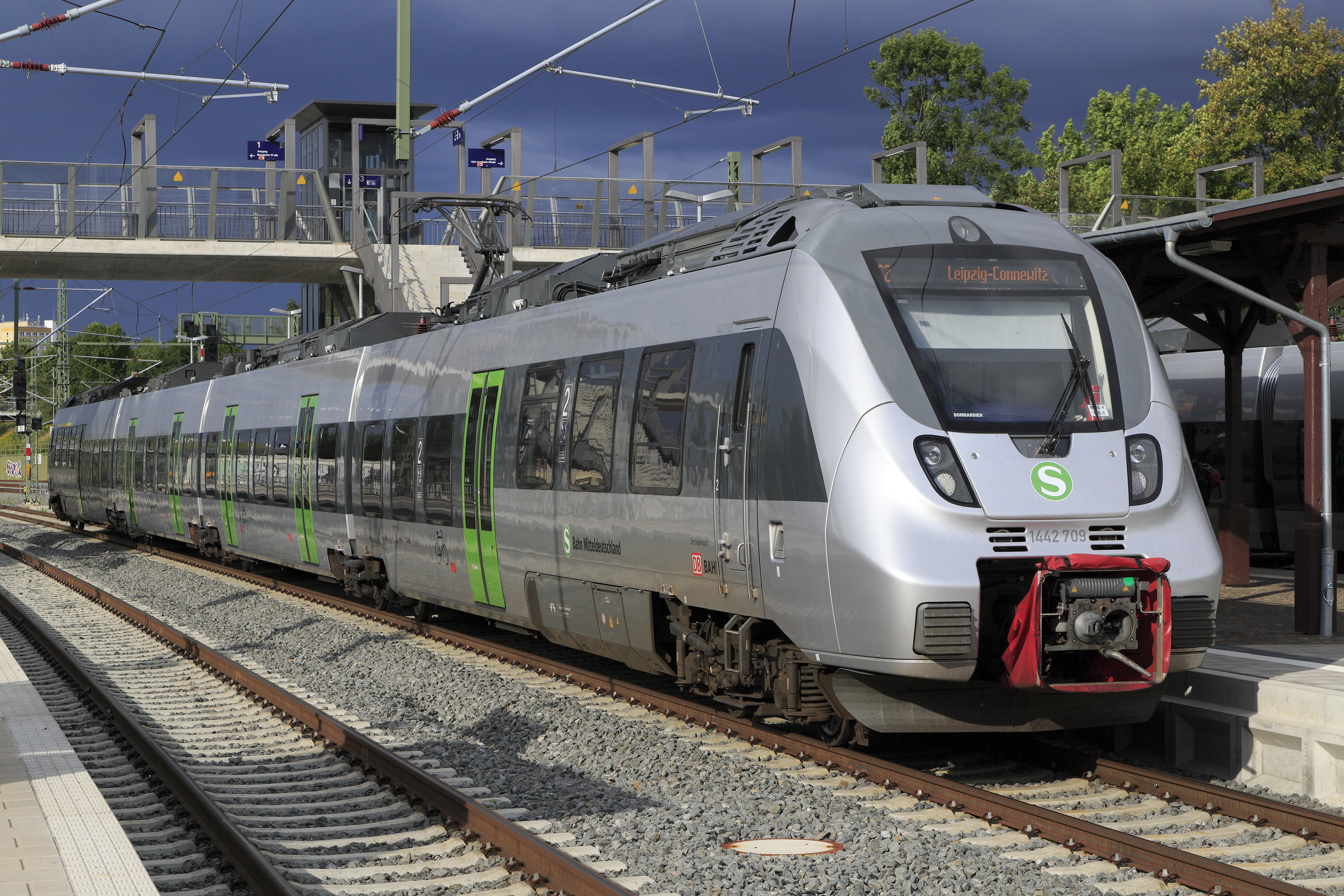
Bombardier Talent 2 в фирменной расцветке Среднегерманской городской электрички (на линии S2 в Лейпциге)

Среднегерманская городская электричка (нем. S-Bahn Mitteldeutschland) — система пригородно-городского железнодорожного транспорта в Средней Германии с центром в городе Лейпциг, где расположено её центральное инфраструктурное звено — открытый в декабре 2013 года Сити-туннель, через который проходят поезда почти всех линий (кроме S 7, S 8 и S 9). Считая по протяжённости железнодорожных путей (802 км), является крупнейшей по величине системой S-Bahn в Германии. Основным типом эксплуатируемых поездов являются трёх- и четырёхсекционные Bombardier Talent 2 (тип 1442/1443) серебристо-металлического цвета; на ряде маршрутов, в частности в Галле, курсируют также двухэтажные вагоны классической красной расцветки.

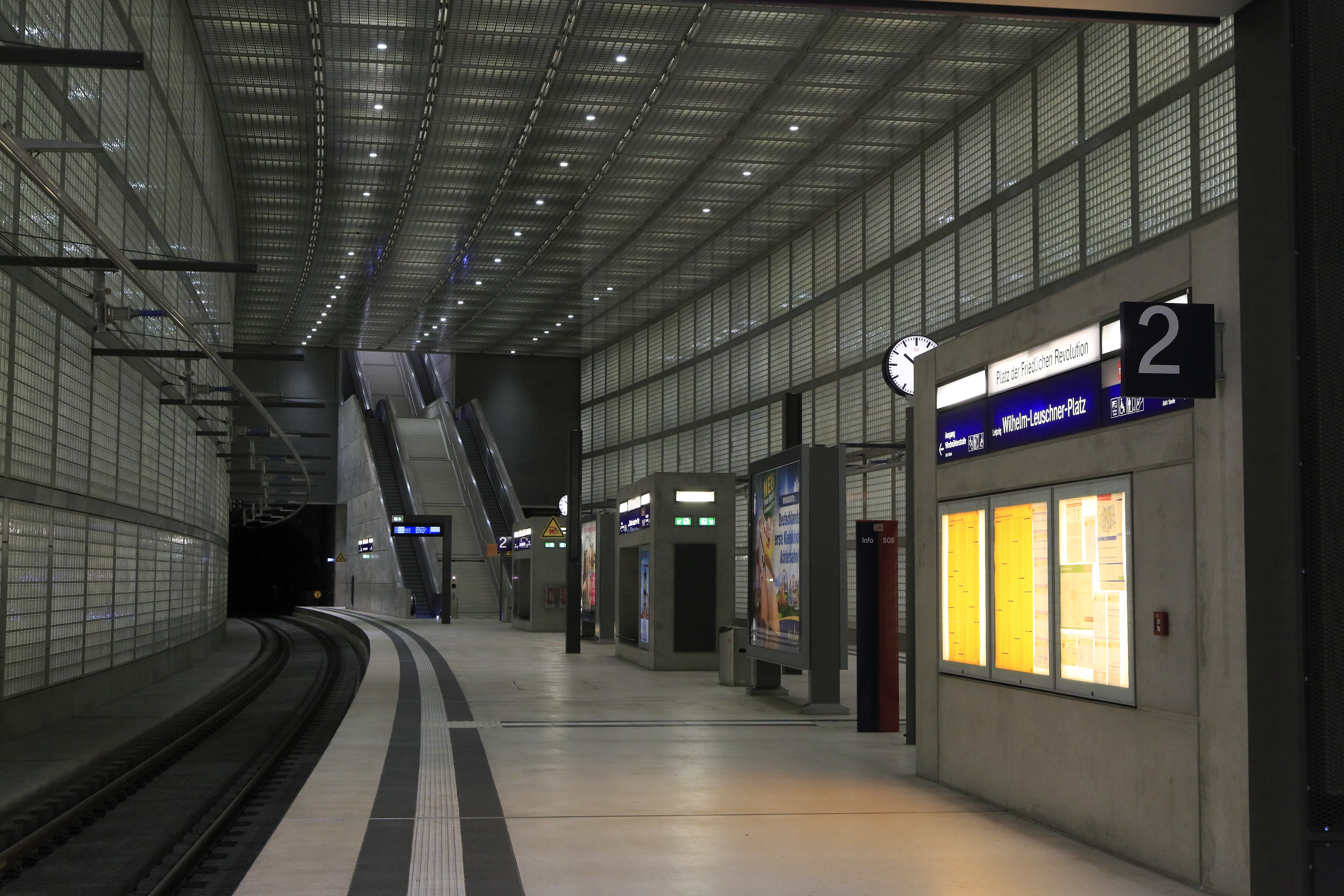
Станция глубокого заложения «Площадь Вильгельма Лёйшнера» в центре Лейпцига

## История
Непосредственным предшественником S-Bahn Средней Германии были изначально раздельные системы S-Bahn двух крупнейших его участников — расположенных в 40 км друг от друга городов Лейпциг и Галле, которые в настоящее время образуют её естественное основание и генерируют максимальное количество пассажиров.
S-Bahn в Галле начал свою работу в 1967 году, и должен был стать современным средством передвижения, в первую очередь, для жителей возводившегося с 1964 года крупного жилого массива Галле-Нойштадт.
Решение об основании лейпцигского S-Bahn было принято в феврале 1968 года, и уже в июле 1969 года система начала свою регулярную работу. Две первоначальные линии, следуя во встречном направлении, начинались на главном вокзале, далее огибали город с двух сторон, и снова соединялись на юге в Маркклееберге. Позднее были проложены линии в расположенный восточнее город Вурцен в 1974 году, и в новый лейпцигский микрорайон Грюнау в 1977—1983 годах.
В 2004 году, в связи с постройкой новой железнодорожной трассы между Галле и Лейпцигом, системы S-Bahn двух городов были фактически объединёны в S-Bahn Halle—Leipzig, однако общее число линий из-за нехватки финансовых средств, оттока населения и массивных строительных работ на линиях в Лейпциге сократилось до трёх в 2009—2011 годах, и до двух — в 2011—2013 годах.
С завершением строительства лейпцигского Сити-туннеля между Центральным и Баварским вокзалами в декабре 2013 года свою работу начала новая Среднегерманская городская электричка (под управлением Deutsche Bahn), соединившая Лейпциг с Галле, Биттерфельдом, Торгау и Хойерсвердой (через Фалькенберг), Ошацем, Гайтхайном, Альтенбургом и Цвиккау. Интервал движения составляет в среднем 30 минут; на участке лейпцигского Сити-туннеля — 5 минут.
В декабре 2015 года к системе S-Bahn был подключён Дессау, откуда поезда (как региональный экспресс) следуют далее до Магдебурга; в 2017 году в эксплуатацию введена новая линия между Галле и Айленбургом.
Будущее развитие системы предполагает модернизацию наличных вокзалов и остановочных пунктов, в первую очередь, в пределах Лейпцига, а также подключение города Маркранштедт с вероятным продлением линии до Наумбурга. В более далёкой перспективе предметом дискуссий является присоединение к системе S-Bahn таких городов как Гримма, Дёбельн, Мерзебург, Цайц, Гера и Хоф.

## Линии
(По состоянию на начало 2018 года)
Линия S 1 пересекает Лейпциг с запада на восток, оставаясь в пределах границ города. Начинаясь в микрорайоне Грюнау (ст. нем. Miltitzer Allee), она проходит через исторические районы Плагвиц, Линденау, Лойч, Мёкерн и Голис, выходя к главному вокзалу Лейпцига, и — через Сити-туннель — заканчивается в районе Штёттериц.
Leipzig Miltitzer Allee — L. Karlsruher Str. — L. Allee Center — L. Grünauer Allee — L.-Plagwitz — L.-Lindenau — L.-Leutzsch — L.-Möckern — L. Coppiplatz — L.-Gohlis — Leipzig Hbf. (tief) — L. Markt — L. Wilhelm-Leuschner-Platz — L. Bayerischer Bahnhof — L. MDR — L. Völkerschlachtdenkmal — L.-Stötteritz
Линия S 2 соединяет Лейпциг с саксен-анхальтинскими городами Дессау и Виттенберг и с бранденбургским Ютербогом, проходя через Биттерфельд и Делич, и заканчивается на станции Лейпциг-Штёттериц.
Dessau Hbf. — Dessau Süd — Marke — Raguhn — Jeßnitz (Anh.) — Wolfen (Bitterf.) — Greppin — Bitterfeld — Petersroda — Delitzsch unterer Bf — Zschortau — Rackwitz (Leipzig) — L.-Messe — L. Nord — Leipzig Hbf (tief) — L. Markt — L. Wilhelm-Leuschner-Platz — L. Bayerischer Bahnhof — L. MDR — L.-Stötteritz
Альтернативно (на участке между Ютербогом и Виттенбергом курсируют только отдельные поезда):
Jüterbog — Niedergörsdorf — Blönsdorf — Zahna — Bülzig — Zörnigall — Lutherstadt Wittenberg Hbf — Pratau — Bergwitz — Radis — Gräfenhainichen — Burgkemnitz — Muldenstein — Bitterfeld — Petersroda — Delitzsch unterer Bf — Zschortau — Rackwitz (Leipzig) — L.-Messe — L. Nord — Leipzig Hbf (tief) — L. Markt — L. Wilhelm-Leuschner-Platz — L. Bayerischer Bahnhof — L. MDR — L.-Stötteritz
Линия S 3 следует из Галле (ст. нем. Halle-Throta) через Шкойдиц и лейпцигские районы Лютчена, Варен и Голис к главному вокзалу Лейпцига, и имеет конечной станцией Конневиц в Лейпциге (в отдельных случаях поезд следует далее до Маркклееберга).
Halle-Throta — H. Wohnstadt Nord — Halle Zoo — H. Dessauer Brücke — H. Steintorbrücke — Halle (Saale) Hbf — Halle Messe — Dieskau — Gröbers — Großkugel — Schkeuditz West — Schkeuditz — L.-Lützschena — L.-Wahren — L. Slevogtstraße — L. Olbrichtstraße — L.-Gohlis — Leipzig Hbf (tief) — L. Markt — L. Wilhelm-Leuschner-Platz — L. Bayerischer Bahnhof — L. MDR — L. Connewitz (— Markkleeberg Nord — Markkleeberg — Markkleeberg-Großstädteln — Markkleeberg-Gaschwitz)
Линия S 4 начинается в Хойерсверде, и следуя через Фалькенберг, Торгау и Айленбург, выходит к главному вокзалу Лейпцига, откуда вновь направляется в восточном направлении: через лейпцигские районы Штёттериц, Ангер-Кроттендорф и Энгельсдорф в сторону Вурцена (вариативно: до Ошаца).
Hoyerswerda — Schwarzkollm — Lauta (NI) — Hosena — Ruhland — Lauchhammer — Plessa — Elsterwerda-Biehla — Bad Liebenwerda — Falkenberg (Elster) — Rehfeld (Falkenberg) — Beilrode — Torgau — Mockrehna — Doberschütz — Eilenburg Ost — Eilenburg — Jesewitz (Leipzig) — Pönitz (Leipzig) — Taucha (Leipzig) — L.-Heiterblick — L.-Thekla — L. Nord — L. Hbf.(tief) — L. Markt — L. Wilhelm-Leuschner-Platz — L. Bayerischer Bahnhof — L. MDR — L.-Völkerschlachtdenkmal — L. Stötteritz — L. Anger-Crottendorf — L. Engelsdorf — Borsdorf — Gerichshain — Machern — Altenbach — Bennewitz — Wurzen (— Kühren — Dahlen — Oschatz)
Линия S 5 следует из Галле через международный аэропорт Лейпциг/Галле и лейпцигский Новый выставочный комплекс на юг через Альтенбург и Вердау вплоть до Цвиккау.
Halle (Saale) Hbf — Flughafen Leipzig/Halle — L. Messe — Leipzig Hbf (tief) — L. Markt — L. Wilhelm-Leuschner-Platz — L. Bayerischer Bahnhof — L. MDR — L.-Connewitz — Markkleeberg Nord — Markkleeberg — Böhlen (Leipzig) — Neukieritzsch — Deutzen — Regis-Breitingen — Treben-Lehma — Altenburg — Lehndorf (Altenburg) — Gößnitz — Ponitz — Crimmitschau — Schweinsburg-Culten — Werdau Nord — Werdau — Steinpleis — Lichtentanne (Sachs) — Zwickau (Sachs) Hbf
Линия S 5X (экспресс), фактически, повторяет маршрут S5 и на своём южном участке до Цвиккау следует частично без остановок.
Halle (Saale) Hbf — Flughafen Leipzig/Halle — L. Messe — Leipzig Hbf (tief) — L. Markt — L. Wilhelm-Leuschner-Platz — L. Bayerischer Bahnhof — Leipzig MDR — L.-Connewitz — Markkleeberg Nord — Markkleeberg — Böhlen (Leipzig) — Altenburg — Gößnitz — Crimmitschau — Werdau — Zwickau (Sachs) Hbf
Линия S 6 следует от Нового выставочного комплекса в Лейпциге через Маркклееберг и Борну до станции Гайтхайн.
Leipzig Messe — L. Nord — L. Hbf (tief) — L. Markt — L. Wilhelm-Leuschner-Platz — L. Bayerischer Bahnhof — L. MDR — L.-Connewitz — Markkleeberg Nord — Markkleeberg — Markkleeberg-Großstädteln — Markkleeberg-Gaschwitz — Großdeuben — Böhlen (Leipzig) — Böhlen Werke — Neukieritzsch — Lobstädt — Borna (Leipzig) — Petergrube — Neukirchen-Wyhra — Frohburg — Geithain
Линия S 7 является внутригородской линией в Галле, соединяя главный вокзал с югом города и расположенными на западе микрорайонами Нойштадт и Нитлебен.
Halle (Saale) Hbf — Halle-Rosengarten — Halle-Silberhöhe — Halle-Südstadt — Halle Zscherbener Str. — Halle-Neustadt — Halle-Nietleben
Линия S 8, начинаясь от главного вокзала в Галле, следует далее через Ландсберг в Биттерфельд, откуда поезда поочерёдно отправляются до Дессау и Виттенберга (в отдельных случаях — до Ютербога).
Halle (Saale) Hbf — Hohenthurm — Landsberg — Brehna — Roitzsch — Bitterfeld — Greppin — Wolfen — Jeßnitz (Anhalt) — Raguhn — Marke — Dessau Süd — Dessau Hbf
Альтернативно:
Halle (Saale) Hbf — Hohenthurm — Landsberg — Brehna — Roitzsch — Bitterfeld — Muldenstein — Burgkemnitz — Gräfenhainichen — Radis — Bergwitz — Pratau — Lutherstadt Wittenberg Hbf (— Zörnigall — Bülzig — Zahna — Blönsdorf — Niedergörsdorf — Jüterbog)
Линия S 9 соединяет Галле с Айленбургом, следуя через Делич.
Halle Hbf — Peißen — Reußen — Landsberg Süd — Klitschmar — Kyhna — Delitzsch ob. Bhf — Hohenroda — Krensitz — Kämmereiforst — Eilenburg